# Révolte oromo
La révolte oromo est un conflit armé opposant le Front de libération oromo (OLF) au gouvernement éthiopien. Les tensions se sont muées en conflit en 1973, lorsque les nationalistes oromos ont créé l'Armée de libération oromo (OLA), le bras armé de l'OLF.

## Contexte
Les Oromos sont un groupe ethnique peuplant principalement l'Éthiopie, ils constituent le groupe ethnique le plus important en Éthiopie et dans la Corne de l'Afrique. Selon un recensement de 2007, ils représentent environ 34,5 % de la population éthiopienne.
En 1967, le régime impérial de Haïlé Sélassié Ier avait interdit l'Association de défense macha et tulama (Mecha and Tulama Self-Help Association), un mouvement social oromo. Le régime avait aussi ordonné des arrestations massives et l'exécution d'une partie des membres de l'association. Le chef du groupe, le colonel-général Tadesse Birru, officier militaire de premier plan, figure parmi les personnes arrêtées. Les actions du régime ont provoqué l'indignation de la communauté oromo, aboutissant in fine à la formation du Front de libération nationale éthiopien en 1967 et du Front de libération Oromo en 1973.

## Chronologie

### 1970 - 1980
En 1973, l'armée éthiopienne a renversé le régime impérial et a pris le contrôle du pays. Le nouveau régime a rapidement arrêté les chefs oromos. Par la suite, le Front de libération oromo (OLF) a été formé au cours d'une conférence secrète à laquelle ont participé des dirigeants oromo, notamment Hussein Sora et Elemo Qiltu. Un groupe de combattants oromo dans les monts Chercher a formé la branche armée de l'OLF, l'Armée de libération Oromo (OLA). En 1974, l'OLA intensifie ses activités dans les monts Chercher, poussant le régime éthiopien à envoyer ses militaires dans la région pour réprimer l'insurrection.
En juin 1974, le général Tadesse Birru, un nationaliste oromo arrêté par le régime impérial en 1966, s'est évadé et a rejoint les rebelles oromos, dirigés par Hailu Regassa, à Shewa. Birru et Regassa ont ensuite été capturés et exécutés par le régime du Derg.
Fin août 1974, une unité de l'OLA est descendue de son bastion dans les monts Chercher et s'est rapprochée de Gelemso, comptant sur les champs pour les dissimuler, à mesure qu'elles progressaient vers d'autres villes proches. Trois des nouvelles recrues de l'unité n'étaient pas habituées à grimper sur de longues distances. Elles ont donc passé la nuit autour du bas des montagnes, tandis que le reste des soldats a campé au sommet.
Quand un soldat de l'OLA a été envoyé pour récupérer les trois recrues, il a été découvert qu'elles avaient été tuées par des miliciens éthiopiens qui avaient suivi l'unité jusqu'à Tiro. Un groupe important de policiers et de miliciens éthiopiens ont encerclé la position de l'OLA dans les montagnes et les deux groupes opposés ont commencé à échanger des coups de feu. Un groupe de soldats éthiopiens dirigé par le général Getachew Shibeshi est arrivé par la suite et a commencé à bombarder la forteresse avec des mortiers, tuant la plupart des membres de l'OLA, y compris Elemo Qiltu. L'événement est devenu connu comme la bataille de Tiro. Les contingents de l'OLA ont connu un afflux massif de recrues et de volontaires après l'exécution de Tadesse Birru et Hailu Regassa par le régime.
En 1976, l'OLF a établi une forteresse dans les monts Chercher et a commencé à se réorganiser,,. Un congrès a été créé par les dirigeants oromos qui ont révisé le programme politique de l'OLF de 1973 et publié un nouveau programme. Le programme appelle à « la libération totale de la nation oromo du colonialisme éthiopien ». La conférence est maintenant considéré comme un Congrès fondateur et a marqué le début du nationalisme moderne oromo.

### 1980 - 1990
Dans les années 1980, l'OLF estime avoir plus de 10 000 soldats. Ils étaient mal équipés par rapport aux autres groupes rebelles en Éthiopie, tels que le Front de libération du peuple érythréen (EPLF) et le Front de libération du peuple tigréen (TPLF). L'OLF a également ouvert un bureau au Soudan dans les années 1980, après la fermeture de son bureau en Somalie.
Au cours des années 1980, le gouvernement éthiopien a été accusé de pratiquer une politique de terre brûlée. L'OLF a également perdu plusieurs membres éminents à cause des embuscades du gouvernement et des tirs nourris.

### 1990 - 2000
Au début des années 1990, le régime du Derg a commencé à perdre le contrôle de l'Éthiopie. L'OLF n'a pas réussi à maintenir de solides alliances avec les deux autres grands groupes rebelles à l'époque, le Front de libération du peuple érythréen (EPLF) et le Front de libération du peuple tigréen (TPLF),. En 1990, le TPLF a créé une organisation regroupant plusieurs groupes rebelles en Éthiopie, le Front démocratique révolutionnaire du peuple éthiopien (FDRPE). La création du FDRPE a été perçue comme une tentative de remplacement de l'OLF.
En 1991, le FDRPE s'est emparé du pouvoir et a mis en place un gouvernement de transition. Le FDRPE et l'OLF se sont engagés à travailler ensemble au sein du nouveau gouvernement. Cependant, ils n'ont pas réussi à coopérer, car l'OLF considérait le FDRPE comme une tentative de limiter leur influence. En 1992, l'OLF a annoncé qu'il se retirait du gouvernement de transition en raison de « persécutions » répétées et de « l'assassinat de certains de ses membres ». En réponse, le FDRPE a envoyé des soldats détruire les camps de l'OLA. Malgré les premières victoires contre le FDRPE, l'OLF a finalement été dépassé par le FDRPE, forçant les soldats de l'OLA à se replier et à adopter des méthodes de guérilla au lieu de la tactique traditionnelle.
À la fin des années 1990, la plupart des dirigeants de l'OLF ont fui l'Éthiopie et les terres administrées par l'OLF ont été saisies par le gouvernement éthiopien, désormais dirigé par le FDRPE.

### 2000 - 2018

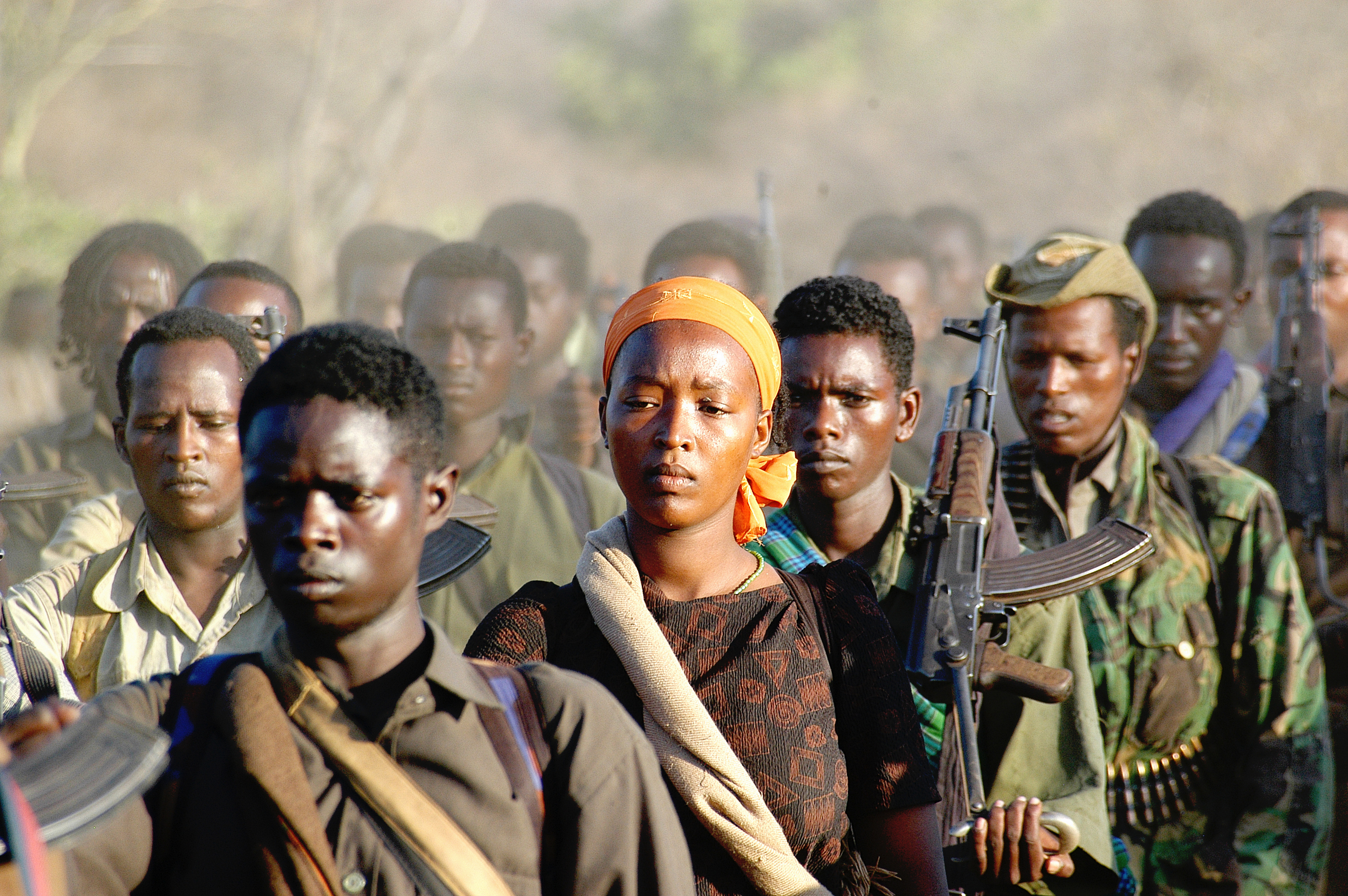
Les forces de l'OLF se retirant au Kenya, le 3 février 2006

Après la guerre entre l'Érythrée et l'Éthiopie, l'OLF a transféré ses dirigeants et son quartier général en Érythrée. Il est possible que l'OLA ait commencé à recevoir des aides militaires du gouvernement érythréen.
En 2006, l'OLA dans le sud d'Oromia s'est retiré au Kenya pour tenter de se reconstituer.
Le 30 mai 2015, divers médias ont rapporté que l'OLF avait attaqué un commissariat de la police fédérale éthiopienne, tuant 12 soldats éthiopiens,. Cela s'est produit des semaines après que les forces éthiopiennes aient traversé la frontière kényane à la recherche de soldats de l'OLF. Ces forces ont par la suite répondu à l'attaque sur le commissariat en lançant une attaque contre l'hôpital du district de Moyale.
Une bombe placée en bordure de route, dans un village de la région de Benishangul-Gumuz, a touché un minibus, tuant 10 civils et blessant un autre. La police a imputé l'attaque au Front de libération oromo,.

### Insurrection de l'OLA (depuis 2018)
En avril 2018, l'OLF a fait la paix avec le gouvernement éthiopien, ainsi que plusieurs autres groupes, dont le Front national de libération de l'Ogaden et Ginbot 7 (en). La direction de l'OLF a accepté de désarmer ses soldats dans les 15 jours suivant leur arrivée à Addis-Abeba. Selon le chef de l'OLF de l'époque, Ibsa Negewo, l'OLF prétendait avoir 1 305 soldats en Érythrée et 4 000 dans l'ouest et le sud de l'Oromia. Les hommes stationnés en Érythrée ont accepté de désarmer, mais la plupart de ceux d'Oromia ont refusé de le faire malgré les souhaits de leurs chefs. L'un des chefs, Kumsa Diriba, également connu sous le nom de Jaal Maro, n'a pas réussi à conclure un accord avec le gouvernement et, après s'être brouillé avec l'OLF, il s'en est séparé pour former l'OLF-Shene, également connu sous le nom d'Armée de libération de l'Oromo (OLA). Les forces de sécurité ont promis d'écraser le groupe en deux semaines, mais n'y sont pas parvenues, même après des années de combat,, Au cours des deux années suivantes, l'OLA a tué 700 civils dans les zones de Guji Est et Ouest, selon Haaji Umar Nagessa, un « combattant de la liberté et chef tribal vétéran », qui a été assassiné par l'OLA le 4 avril 2020.

#### 2021
En mars 2021, la 22e division des forces de défense érythréennes (EDF), déjà présente dans la région du Tigré pendant la guerre du Tigré, était dans la région d'Oromia pour combattre l'OLA, selon Freedom Friday (en). La 22e division était dirigée par Haregot Furzun. L'insurrection de l'OLA s'est poursuivie pendant une grande partie de l'année 2021. Le 31 octobre, l'OLA a pris le contrôle de Kemise, en même temps que les forces de défense du Tigré (en) prenaient le contrôle de Kombolcha.